# 颱風伊蘭 (1974年)
颱風伊蘭（英語：Typhoon Elaine，菲律賓大氣地球物理和天文服務管理局：Wening）是1974年太平洋颱風季中其中一個熱帶氣旋，風暴於10月24日形成，在10月31日消散，維持了約一週。伊蘭是該年10月四個接連影響華南沿岸的熱帶氣旋中最後一個，跟之前三個氣旋一樣，都是在菲律賓以東海面生成後，進入南海的西進型風暴。它先以西南偏西方向移動，登陸呂宋島前後轉向西北偏西，到接近華南時北向量增加。不過最終仍是遇上東北季候風而迅速消散，下場跟上述眾氣旋相同。
伊蘭是皇家香港天文台繼十多日前的颱風嘉曼後再度懸掛八號烈風或暴風信號的颱風，不過因它迅速在海上減弱之故，對香港的破壞不大，反而促使政府全面撤銷該年的制水措施。而廣東省早前受嘉曼影響出現暴雨及水浸，而伊蘭則沒有為當地災情加劇。菲律賓則至少有23人死亡、50人受傷，經濟損失1.17億比索。

## 氣象歷史
伊蘭是該年10月四個接連影響華南沿岸的熱帶氣旋中最後一個，之前的是上旬形成的颱風貝芙、中旬的颱風嘉曼及下旬的颱風黛娜。一個熱帶低氣壓於10月24日6時在馬尼拉以東約1,770公里處即馬里亞納群島附近海面形成，該熱帶低氣壓先以西南偏西方向移動且以時速近17公里橫過菲律賓海。該熱帶低氣壓翌日早上增強成為熱帶風暴，美國聯合颱風警報中心命名為伊蘭，皇家香港天文台跟隨升格，臺灣交通部中央氣象局同時升為輕度颱風。到10月26日轉向正西行，美方及香港天文台進一步將伊蘭升為颱風，中央氣象局再升為中度颱風，並於翌日又升為強烈颱風，其時一架氣象偵察機回報伊蘭的風眼內的最低海平面氣壓為943百帕，中央氣象局表示其最大風速曾達184公里每小時。
菲律賓大氣地球物理和天文服務管理局基於伊蘭進入菲律賓責任區並逼近呂宋島，對伊蘭進行監測並給予其菲律賓名稱「Wening」。伊蘭在10月28日早上登陸呂宋島北部，並在下午進入南海，因呂宋島地形緣故稍為減弱，中央氣象局將其降格為中度颱風。10月29日轉向西北偏西方向移動，時速維持近17公里靠近華南沿岸，可是當地已受東北季候風盤據，颱風沒有重新發展，反而因前者緣故而繼續減弱，一架氣象偵察機回報指，它的風力下降74公里每小時，中心海平面氣壓回升至977百帕，香港天文台於是在同日晚間至午夜先後降格其為強烈熱帶風暴及熱帶風暴。美方及中央氣象局在10月30日分別降格其為熱帶風暴及輕度颱風，當時伊蘭開始原地滯留，逐漸轉向西南離開華南沿岸。持續受到東北季風的影響，伊蘭的結構受到嚴重破壞，到10月31日美方、香港天文台及中央氣象局皆降格其為熱帶低氣壓，它不久後在上川島西南海面消散。

## 影響

### 菲律賓
伊蘭在10月28日早上登陸呂宋島東岸，一分鐘風力達185公里每小時，是該年吹襲菲律賓最猛烈颱風；當地有多棟民居倒塌，數百株大樹連根拔起，馬尼拉市區降下大雨，全市停工停課，並一度陷入半陷入半停頓狀態，其他產米地區有逾5,000人疏散。另外馬尼拉有一條電線被吹倒，使一名12歲女孩受傷。呂宋北部南伊羅戈省有2.5萬人無家可歸，拉宇邦市兩條河流氾濫，沿岸居民需要撤離。三描禮士省一名婦人被倒塌的大樹壓斃，該樹同時壓毀其房屋，其母親亦因而斷腿。到第二日災情擴大，呂宋七省逾5.6萬民居遭摧毀，逾33萬人無家可歸，至少16人死、13人傷、12人失蹤，死者大半是在搭乘中部地區渡輪時遇到風浪，繼而掉進海中而喪命，呂宋島海面有11名日本船員亦在風暴中遇溺死去。當局又預料穀物及公用設施的損失，會達到數百萬美元，超逾該月之前三個颱風的損失總數。菲律賓官方在事後統計則指出，風暴在全國造成23人死亡、50人受傷，55,575戶共227,902人受災，經濟損失1.17億比索。

### 臺灣
- 當地評定巔峰強度分級：（CWB）
- 當地評定最大持續風速：51每秒（99節；180每小時）（一分鐘）
- 當地評定中心最低氣壓：940百帕斯卡（27.76英寸汞柱）
- 當地發布之颱風警報：海上颱風警報

中央氣象局在10月27日晚上9時30分為伊蘭發布海上颱風警報，到29日早上9時40分解除警報，艾琳沒有登陸臺灣，亦無傳出災情，玉山氣象站錄得最大風速25.8米每秒，基隆氣象站錄得最高雨量224.6毫米。

### 香港
- 當地評定巔峰強度分級：（HKO）[註 3]
- 當地評定最大持續風速：155每小時（43每秒；84節）（十分鐘）
- 當地懸掛之最高熱帶氣旋警告信號： 八號東北烈風或暴風信號
- 最接近當地時間：1974年10月30日下午2時
- 最接近當地位置：天文台總部以南約130公里

皇家香港天文台在10月28日下午5時懸掛一號戒備信號，隨著伊蘭靠近香港，天文台在當日晚上11時5分改掛三號強風信號。雖然伊蘭持續減弱至颱風門檻以下，但受到與東北季候風的共伴效應下，境內風力逐漸加強。由於天文台預計有機會吹烈風，所以在10月30日上午10時10分改掛八號東北烈風或暴風信號，持續十小時。到同日晚上8時10分因應伊蘭減弱及遠離而改掛三號信號，但罕有地於10月31日凌晨4時55分改掛一號信號，伊蘭最終在海面消散，所有信號於下午3時30分除下。伊蘭是該年10月第四個導致天文台懸掛熱帶氣旋警告信號的風暴（其餘三個名為比絲、嘉曼、黛娜），為歷年來懸掛次數最多的10月。它也是1972年11月8日颱風柏美娜以來，年內最遲懸掛的八號信號。
因為再有颱風來襲，香港停工停課，部分水陸交通一度停止服務，跑馬地馬場的周三夜間賽馬需要取消，是該月的第二次，早前因颱風嘉曼引致附近山泥傾瀉而需要疏散的大坑道麗星樓及遭受嚴重水浸的柴灣第三區木屋居民，被當局下令再度撤離。一艘菲律賓來港貨輪「露絲皇后號」，載有船員28人，因機件故障而在香港水域隨風飄流，駐港英軍一艘船隻曾嘗試拯救，但因天氣惡劣而作罷，之後由紐西蘭皇家海軍一艘巡洋艦成功救起。大口環村一名24歲青年失足墮下水坑，被山洪直沖至大口環療養院附近的海灘，但傷勢不重，後來自行求診並留醫。總括而言，除新界北部部分低窪地區、薄扶林道、大口環道一帶水浸，以及粉錦公路、秀茂坪道、山頂道一帶有輕微山泥傾瀉外，香港是次災情輕微，損失不大。由於嘉曼及伊蘭帶來豐沛雨水，創天文台成立以來十月份最多雨量紀錄，又帶來220億加侖的可觀食水量，工務司署水務處宣佈全面撤銷該年的制水措施。

### 中國大陸
- 當地評定巔峰強度分級：（CMA）[註 4]
- 當地評定最大持續風速：45每秒（87節；160每小時）（二分鐘）
- 當地評定中心最低氣壓：944百帕斯卡（27.88英寸汞柱）

中國大陸廣東省氣象台最初指出，該年「第廿四號颱風」（指伊蘭）將於10月30日晚間至翌日在台山縣至海康縣沿海登陸，廣東西部至海南島一帶最大風力達八級，陣風九級；陸豐縣至寶安縣沿海掛起颱風訊號「三號風球」，而珠海縣至吳川縣沿海則掛起「四號風球」，佛山及湛江兩地區會有暴雨及局部大暴雨。由於早前受到「第廿二號颱風」（嘉曼）影響發生暴雨及水浸，部分水稻遭水淹，晚稻受損，故此廣東沿海也準備防風，不過颱風伊蘭最終並未登陸廣東，當地無嚴重的災情報告。

## 熱帶氣旋警告使用紀錄

### 香港
| 皇家香港天文台 熱帶氣旋警告信號 | 皇家香港天文台 熱帶氣旋警告信號 | 皇家香港天文台 熱帶氣旋警告信號 |
| ------------------------------- | ------------------------------- | ------------------------------- |
| 上一熱帶氣旋                    | 八號東北烈風或暴風信號          | 下一熱帶氣旋                    |
| 颱風卡門                        | 八號東北烈風或暴風信號          | 颱風艾瑞絲                      |
| 颱風卡門                        | 八號烈風或暴風信號              | 颱風愛茜                        |

## 外部連結
- 1974年熱帶氣旋年刊（页面存档备份，存于），皇家香港天文台
- 民國六十三年北太平洋西部颱風概述（页面存档备份，存于），交通部中央氣象局